# Lucas Caballero Calderón
Lucas Caballero Calderón (6 de agosto de 1913 - 15 de julio de 1981) fue un escritor y columnista colombiano.

## Biografía
Trabajó para los diarios El Tiempo y El Espectador. Fue más conocido por el seudónimo de Klim, sus columnas se caracterizaban por críticas a la vida pública y siempre iban cargadas de un extraordinario sentido del humor. 
El amor por las letras le venía en la sangre, su padre, Lucas Caballero Barrera, fue un general y político santandereano, nacido en San José de Suaita; y su hermano, Eduardo Caballero Calderón, fue un reconocido escritor y periodista.
Klim estudió primaria en el Gimnasio Moderno, tradicional colegio bogotano fundado en 1914 por su primo Agustín Nieto Caballero, al lado de Alfonso López Michelsen, y conoció por su vecindad en el barrio La Candelaria a Carlos Lleras Restrepo, quien no estudió en el Gimnasio Moderno. Estudio en el colegio San Bernardo de la Salle. De ahí la familiaridad con la que posteriormente trató a estos personajes en sus cuartillas: "el compañero primo", para referirse a López Michelsen, casado con Cecilia Caballero, miembro de la familia de Klim; "Carlos Alberto", refiriéndose a Carlos Lleras Restrepo; o "El Pre", a Alberto Lleras Camargo, amigo personal de su hermano Eduardo. Estudió un tiempo en Champittet, un internado en Suiza regido por padres dominicos.
Empezó desde muy joven a trabajar como periodista. Primero se vinculó a El Espectador y luego a El Tiempo, en donde siempre mantuvo su independencia y espíritu crítico, aún en los difíciles momentos políticos de la época en la que vivió. Su humor, sus denuncias y la forma en que se burlaba de los defectos de los personajes públicos no eran bien recibidos por todos y dicen que en dos ocasiones fue retado a un duelo de honor.
Sus últimos años los pasó de clínica en clínica, hasta que el 15 de julio de 1981, cuando tenía sólo 67 años, murió en la Clínica Marly de Bogotá a causa de una demolición intestinal absoluta y de una falla cardiaca. En 1982 se publicó su libro póstumo "Memorias de un Amnésico" en el que con su habitual humor se burló de su paso por los hospitales.
Varios años después de su muerte, los libros y sketches de café concierto de Klim no dejan de venderse. Es un clásico que revolucionó el humor en Colombia introduciendo descripciones de situaciones que rayaban con lo absurdo.
Fue escritor del libro "La Segunda Esperanza" con artículos de los periódicos El Tiempo y el Espectador, en el que por sus métodos satíricos y su verdad cruda, sobre eventos de corrupción en el gobierno de Alfonso López Michelsen.

## Obras
- Figuras políticas de Colombia, 1945
- Epistolario de un joven pobre, 1947
- Joven caballero: 10 en historia 0 en imaginación, 1974
- Yo, Lucas, 1979
- La Segunda Esperanza

## Libros póstumos
- Memorias de un amnésico, 1982
- Klim: 45 años de humor, 1983
- Klim ciento por ciento, una antología, 2013